# Lake Malawi
Lake Malawi is een Tsjechische band.

## Biografie
Lake Malawi werd in 2013 opgericht in Třinec. Een jaar later werd een eerste single uitgebracht, in 2017 gevolgd door een eerste album. Begin 2019 werd de band gekozen om Tsjechië te vertegenwoordigen op het Eurovisiesongfestival 2019 in Tel Aviv. Dat deed de band met het nummer Friend of a Friend. Lake Malawi bereikte de finale. Lake Malawi kreeg 150 punten van de jury en 7 punten van het publiek. Daarmee stonden ze op de 11de plaats